# Deunoro Sardui Enbeita
Deunoro Sardui Enbeita, conegut pel nom artístic d'«Alper» (en català: "gandul"), (Muxika, 1 de gener de 1934) és un escriptor i bertsolari basc.

## Biografia
La seva mare fou la filla gran del famós bertsolari Kepa Enbeita. Durant la Guerra del 36 fugí dos anys a Cantàbria. El seu pare i diversos dels seus oncles i germanes seus foren empresonats per la seva ideologia nacionalista basca.
Participà en les revistes Karmel, Olerti, Sirimiri Zornozano, Brisas Guerniquesas, Zeruko Argia o Anaitasuna, així com en el butlletí de Bizkaia Kutxa. Són dignes d'especial menció els poemes Maiteak iges i Illargia.

## Obra
- Aurresku